# Ectropoceros
Ectropoceros is een geslacht van vlinders van de familie echte motten (Tineidae), uit de onderfamilie Teichobiinae.

## Soorten
- E. acrotoma Diakonoff, 1955
- E. artificiosa (Meyrick, 1911)
- E. brachychlora (Meyrick, 1905)
- E. camarota (Meyrick, 1911)
- E. chelyodes (Meyrick, 1911)
- E. ecdela (Turner, 1926)
- E. hierographa (Meyrick, 1911)
- E. imbricata (Meyrick, 1911)
- E. isoplaca (Meyrick, 1911)
- E. leucosphena Diakonoff, 1955
- E. optabilis (Meyrick, 1916)
- E. ostrina (Meyrick, 1916)
- E. pterocosma (Meyrick, 1916)
- E. scenatica (Meyrick, 1911)
- E. sextaria (Meyrick, 1917)
- E. trierodes (Meyrick, 1911)